# لوكا سوسا
لوكا سوسا (بالإسبانية: Luca Sosa)‏ هو لاعب كرة قدم أرجنتيني في مركز الوسط، ولد في 11 يونيو 1994 في إيسيدرو كاسانوفا في الأرجنتين. لعب مع هوراكان.

## وصلات خارجية
- لوكا سوسا على موقع Soccerway.com (الإنجليزية)
- لوكا سوسا على موقع AS.com (الإسبانية)